# Stanisław Kołodziej (sportowiec)
Stanisław Kołodziej (ur. 23 grudnia 1944, zm. 2 maja 2017) – polski pływak, waterpolista oraz działacz sportowy.

## Życiorys
Wychował się w Częstocicach. Był wielokrotnym mistrzem województwa i kraju w różnych kategoriach wiekowych w pływaniu i piłce wodnej. Jako waterpolista KSZO Ostrowiec Świętokrzyski, dwukrotnie zdobył mistrzostwo Polski seniorów w latach 1972 i 1973. Był absolwentem studiów na kierunku trenerskim na Akademii Wychowania Fizycznego w Warszawie. Pracował w Hucie Ostrowiec, a następnie w prowadził rodzinny zakład grawerski. Był również wieloletnim pracownikiem Wodnego Ochotniczego Pogotowia Ratunkowego.